# Battigny
Battigny település Franciaországban, Meurthe-et-Moselle megyében. Lakosainak száma 145 fő (2022. január 1.). Battigny Favières, Gélaucourt, Lalœuf, Thorey-Lyautey és Vandeléville községekkel határos.

## Népesség
A település népességének változása:
| Lakosok száma | 97   | 104  | 94   | 103  | 126  | 132  | 142  | 148  | 149  | 145  |
|               | 1968 | 1982 | 1990 | 2006 | 2013 | 2015 | 2017 | 2019 | 2020 | 2022 |